# Kemal Küçükbay
Kemal Küçükbay (Sivas, 23 augustus 1982) is een Turks voormalig wielrenner die uitkwam voor Brisaspor. In 2012 nam hij als eerste Turkse wielrenner deel aan de wegwedstrijd op de Olympische Zomerspelen 2012.

## Belangrijkste overwinningen
2006
10e etappe Ronde van Kameroen
2007
7e etappe Ronde van Mevlana
Eindklassement Ronde van Mevlana
2008
 Turks kampioen tijdrijden
2010
2e etappe Ronde van Trakya
 Turks kampioen tijdrijden
2e etappe Tour of Victory
1e etappe Ronde van Marmara
Eindklassement Ronde van Marmara
2011
3e etappe Ronde van Trakya
 Turks kampioen wegwedstrijd

## Teams
- 2010 Brisaspor
- 2011 Brisaspor
- 2012 Brisaspor
- 2013 Brisaspor
- 2014 Kocaeli Brisaspor